# Laphystia snowi
Laphystia snowi är en tvåvingeart som beskrevs av Wilcox 1960. Laphystia snowi ingår i släktet Laphystia och familjen rovflugor.
Artens utbredningsområde är Kansas. Inga underarter finns listade i Catalogue of Life.